# Post-grunge
Il post-grunge è un genere musicale emerso durante la metà degli anni novanta con il successo commerciale di numerose band statunitensi come Candlebox, Collective Soul, Foo Fighters, Puddle of Mudd, Three Days Grace, Creed, Staind, Cold, Breaking Benjamin, Nickelback e Alter Bridge. Il post-grunge prese piede grazie soprattutto alla vena del grunge che oramai si stava esaurendo, oltre al fatto che le band che avevano rappresentato quest'ultimo genere si stavano pian piano rarefacendo (va ricordato che il grunge nacque già dalla seconda metà degli anni '80). I due generi si diversificano per alcune caratteristiche di stile e per l'attitudine di fondo, tuttavia molte band sono spesso erroneamente assimilate all'uno o all'altro genere, soprattutto le band della seconda metà degli anni novanta.

## Caratteristiche stilistiche
Il genere è caratterizzato da riff distorti derivativi del grunge, rivisti in un'ottica molto più commerciale, meno cupa e soprattutto più radio-friendly. La forma-canzone privilegiata è, come nel grunge, la formula "strofa calma-ritornello forte urlato".
Nonostante sia possibile individuare questi canoni stilistici, all'interno del sottogenere post-grunge possono essere assimilate numerose band eterogenee per proposta musicale.
I detrattori ed anche i fan più accaniti del movimento grunge sostengono infatti che l'etichetta post-grunge sia solo un marchio creato dalle etichette discografiche per rendere più vendibili le produzioni discografiche di queste band, la cui musica spesso richiama solo marginalmente il genere grunge da cui dichiarano di provenire.

## Storia
Il post-grunge si è sviluppato dalla scena grunge dei primi anni novanta, dopo l'immenso successo di Nirvana e Pearl Jam, evento questo che ha condotto ad un interesse intenso delle etichette discografiche non soltanto nei confronti del grunge, ma anche del rock alternativo in generale.
Dal 1993 alcune band generalmente etichettate come le prime post-grunge (ad esempio Collective Soul e Live) cominciarono ad accasarsi con alcune case discografiche. È interessante notare che tuttavia la maggior parte di queste band non fu definita "grunge" al tempo (alcune, ad esempio i Bush sono eccezioni), ma semplicemente rock alternativo. Perfino un gruppo di tradizione rock classica come i Rush (citati da Dave Grohl come un'influenza) proposero un hard rock con elementi grunge nei dischi Counterparts (1993), Test for Echo (1996) e Vapor Trails (2002).
Nel 1995 i Foo Fighters pubblicarono il loro omonimo album di debutto. L'attesa era molta e l'album fu bene accolto da pubblico e critica. Il termine post-grunge venne allora coniato per descrivere questo nuovo, radio-friendly, suono post-Nirvana. A seguito del successo dei Foo Fighters varie band hanno cominciato ad essere identificate come post-grunge ed il genere ha cominciato ad assumere connotati propri.
Negli anni successivi le prime band definite post-grunge hanno continuato ad incontrare un discreto successo commerciale e di critica, ma il vero boom di popolarità avvenne con l'album di debutto degli australiani Silverchair, Frogstomp, nel 1995. L'album fu più volte disco di platino a livello internazionale. La pubblicazione dell'album ha anche contribuito a dividere le band del genere in due sotto-categorie: antecedenti a Frogstomp e successivi, similmente a ciò che era accaduto con l'album Nevermind dei Nirvana per il grunge.
Durante il resto del decennio il post-grunge ha continuato a guadagnare popolarità ed integrarsi con il punk candidandosi all'epoca come uno dei generi più popolari del rock alternativo statunitense. Il numero di band all'interno del genere continuò ad aumentare, tuttavia nessuna città o regione è emersa mai come punto focale per il genere, in contrasto rigido con la forte localizzazione nella città di Seattle del grunge originale. L'area che forse ha prodotto più band post-grunge fu la regione a sud della Florida da cui provenivano i Creed e i Matchbox Twenty. Sulla sponda europea i Placebo appoggiarono con alcuni brani l'avvenire del post-grunge, e trasportando l'alternative rock in un ambito decisamente più popolare.
Nel 1999 i Creed pubblicano Human Clay. L'album sorpassa Frogstomp in termini di vendite e di successo di pubblico, vendendo oltre dieci milione copie. Nel 2000, gli Staind pubblicano Break the Cycle che vende più di 5 milioni di copie e resta per tre settimane in prima posizione nella Billboard 200, nel 2004 dalle ceneri dei Creed nascono gli Alter Bridge che dal 2004 al 2013 incidono 5 album tutti di grandissimo livello, e registrano 2 DVD live, candidandosi ad un posto di grande rilievo nel futuro del post-grunge.